# برج آب ووکوار
برج آب ووکوار (کرواتی: Vukovarski vodotoranj) یک برج آب در شهر ووکوار است. این یکی از معروف‌ترین نمادهای شهر ووکوار و نماد رنج شهر و کشور در نبرد ووکوار و جنگ استقلال کرواسی است، زمانی که برج آب و خود شهر تا حد زیادی توسط نیروهای صرب نابود شدند.

## تاریخ
برج آب توسط شرکت طراحی و ساخت هایدروتانا (Hidrotehna) زاگرب در اواخر دهه ۱۹۶۰ ساخته شد. برج آب در پارک شهر ساخته شد که عموماً به نام ناج پا بسکا (Najpar-bašća) در منطقه میتنیکسا (Mitnica) شناخته می‌شود.
تا زمان جنگ، بالای برج یک خانه برای رستوران با نمای شهر ووکوار، رود دانوب و تاکستان‌های اطراف آن بود.
در طول نبرد ووکوار، برج آب یکی از مهم‌ترین اهداف توپخانه بود. در طی این محاصره بیش از ۶۰۰ بار مورد اصابت قرار گرفت.

## آینده
پس از بازگشت مجدد ووکوار به جمهوری کرواسی، بازسازی برج آب توسط رئیس‌جمهور کرواسی فرانیو توجمان آغاز شد، اما از آن زمان برنامه تغییر کرده‌است.
برج آب به وضعیت اصلی خود باز نخواهد گشت و به جای آن به یک منطقه یادبود برای درد و رنجی که ووکوار متحمل شده‌است تبدیل خواهد شد.

برج آب قبل از جنگ